# Ian Paisley Jr
Ian Richard Kyle Paisley Jr (né le 12 décembre 1966) est député du Nord d'Antrim, de 2010 à 2024. Auparavant, il est membre de l'Assemblée d'Irlande du Nord du Nord d'Antrim de 1998 à 2010. Paisley, qui est un membre du Parti unioniste démocrate (DUP), est le fils de son fondateur Ian Paisley.
Les députés votent sa suspension de la chambre des Communes pour 30 jours de séances, à compter du 4 septembre 2018, pour avoir accepté l'hospitalité du gouvernement sri-lankais sans le déclarer à la Chambre des Communes. À la suite de sa suspension, la loi de 2015 sur le rappel des députés est invoquée pour la première fois. La DUP annonce également le 24 juillet 2018 sa suspension du parti, avec une enquête interne sur son comportement. Il échappe de peu à la destitution, la pétition de révocation n'obtenant le soutien que de 9,4 % des électeurs (il fallait 10 %)

## Famille
Né à Belfast en 1966, il est le plus jeune des enfants du révérend Ian Paisley et sa femme Eileen Paisley. Il a grandi dans une grande maison individuelle sur Chypre Avenue, dans l'est de Belfast, avec ses trois sœurs aînées, Sharon, Rhonda et Cherith, et son frère jumeau, Kyle. Il a participé régulièrement à la Free Presbyterian Church, fondée par son père en 1951. En août 2007, il a fait l'objet de la troisième émission de la BBC Radio 4 de la série La maison où j'ai grandi, dans laquelle il a parlé d'une enfance heureuse, malgré les difficultés liées au conflit nord-irlandais.

## Éducation
Après avoir quitté l'école primaire, il a fait ses études au collège de Shaftesbury, puis au Methodist College de Belfast, avant de fréquenter l'Université Queen's de Belfast. À l'université, il a étudié l'histoire moderne et la politique irlandaise et a obtenu un BA (Hons) et MSSc. Après avoir terminé ses études supérieures, il a travaillé pour son père en tant que chercheur politique et assistant parlementaire.

## Carrière politique
En 1996, il est élu à l'assemblée d'Irlande du Nord dans la circonscription Nord Antrim, puis réélu en 1998. Il est également le porte-parole du Parti pour la Justice.
Il succède à son père comme député au parlement de Westminster pour le Nord Antrim aux élections de 2010, avec 46,4 % des votes. Il démissionne alors de son siège à l'assemblée d'Irlande du Nord.
Il est partisan du Brexit.[réf. nécessaire]

## Controverses

### Points de vue sur l'homosexualité
En 2005, Paisley a fait l'objet de critiques pour ses positions contre le mariage homosexuel,. En mai 2007, dans une interview avec le journaliste Jason O'Toole, il a déclaré : « Je suis assez dégoûté par les gays et le lesbianisme. Je pense que c'est mauvais. Je pense que ces gens se font du mal et nuisent à la société. Cela ne veut pas dire que je les déteste — je veux dire, je déteste ce qu'ils font ».

### Liens avec des promoteurs immobiliers
Paisley est cité dans la presse locale pour ses liens avec le promoteur immobilier Seymour Sweeney. En 2007, Sweeney admet que Paisley a fait du lobbying en sa faveur pour un projet de centre des visiteurs à la Chaussée des Géants, classé Patrimoine Mondial de l'UNESCO dans le Nord de l'Irlande. Paisley nie toute relation financière avec Sweeney, même s'il admet être allé la pêche en mer avec lui.
Paisley est impliqué dans le développement commercial de la côte nord d'Antrim et soutient fortement les projets d'Alistair Hanna à Bushmills avec un golf 18 trous et un complexe hôtelier à Runkerry, à côté de la Chaussée des Géants. Il est également critiqué pour avoir été payé comme assistant parlementaire de son père alors qu'il était par ailleurs député à l'Assemblée d'Irlande du Nord. Il a été obligé de démissionner de son poste de ministre junior le 18 février 2008.

### Voyages au Sri Lanka en 2013
En septembre 2017 le The Daily Telegraph affirme que Paisley a reçu l'hospitalité du gouvernement du Sri Lanka pour ses deux visites en 2013, sans le déclarer, et a souligné qu'il a été impliqué dans les négociations d'un accord commercial avec ce pays.
Il s'est rendu au Sri Lanka à deux reprises; la première fois du 30 mars 2013 au 5 avril 2013 et la deuxième fois, du 2 juillet 2013 au 11 juillet 2013. Dans la demande de visa déposée au Sri Lanka, il a déclaré que le but de la visite au Sri Lanka, où il était accompagné de sa famille, était “officielle”. 
En juillet 2018, la commission de déontologie de la Chambre des Communes l'a suspendu pour 30 jours de séances pour la non-déclaration des visites au Sri Lanka payés par le gouvernement Sri-Lankais et pour avoir enfreint les règles interdisant d'être payé pour faire du lobbying. Le comité a estimé que Paisley a refusé de déclarer sa visite au Sri Lanka parce qu'il était conscient de la gêne potentielle pour lui, si le public avait connaissance de l'hospitalité accordée par un gouvernement étranger accusé de graves violations des droits humains.
Le 24 juillet 2018, les députés ont ratifié la suspension pour une période de 30 jours de séances, à partir du 4 septembre 2018. Son salaire sera également retenu pour 30 jours. La DUP l'a également suspendu. Le speaker de la Chambre des Communes a confirmé qu'il allait écrire au directeur général des élections en Irlande du Nord pour lancer le mécanisme prévu par la loi sur Rappel des Députés Loi de 2015.

## Vie personnelle
En 1990, il épouse Fiona, et ils ont quatre enfants. Il est membre de la Free Presbyterian Church of Ulster.